# Killswitch Engage

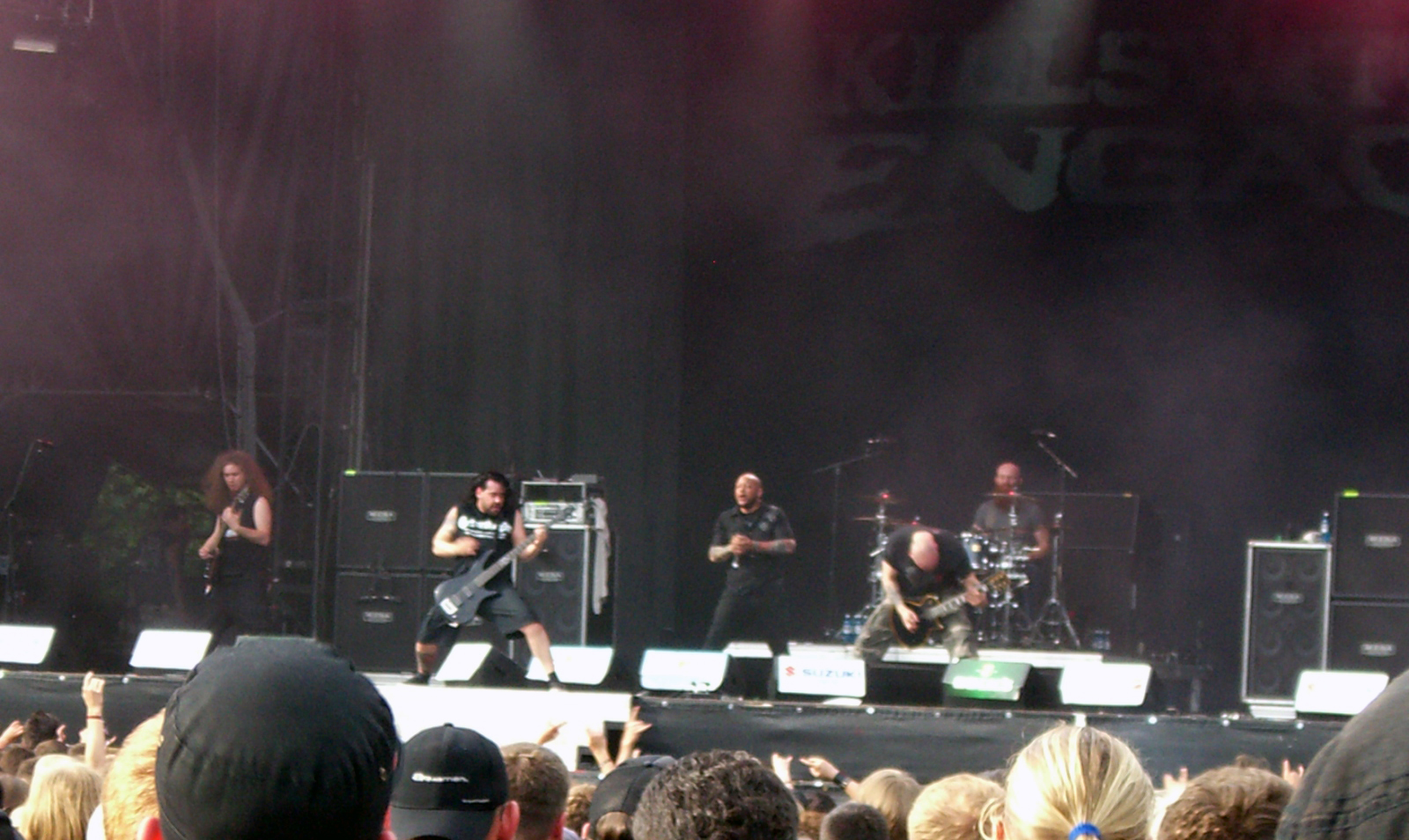
Killswitch Engage op Rock im Park in 2007

Killswitch Engage is een metalcore-band uit Westfield, Massachusetts (VS) en bestaat uit vijf muzikanten.

## Geschiedenis
In 1998 ging bassist Mike D'Antonio op zoek in de hardcore- en heavymetalwereld naar bandleden voor een nieuwe band. Hij ontmoette in 1999 Joel Stroetzel en Adam Dutkiewicz, de gitaristen van Aftershock. Adam Dutkiewicz werd de drummer, terwijl Joel Stroetzel gitaar bleef spelen. Het drietal zocht naar een zanger en vond uiteindelijk Jesse Leach. De band koos de naam Killswitch Engage naar aanleiding van een aflevering van The X-Files getiteld Kill Switch.
Tijdens hun tournee met In Flames zag de platenmaatschappij Ferret een optreden van Killswitch Engage, zodoende werd een platencontract getekend met deze maatschappij voor het opnemen van hun debuutalbum met de titel Killswitch Engage.
Dit leverde de band een platencontract op met Roadrunner Records, het vijfde bandlid kwam bij de band; drummer Tom Gomes. In 2002 kwam hun tweede album uit, Alive or Just Breathing, dit album zorgde voor veel populariteit.
In 2002 verliet ook Jesse Leach de band en werd vervangen door Howard Jones (tevens zanger van Blood Has Been Shed). Met deze nieuwe bezetting speelden ze in 2002 tijdens de tournee Road Rage in het Verenigd Koninkrijk en in Nederland, samen met 36 Crazyfists. De rest van het jaar bleven ze toeren.
In 2003 bracht de band de single When Darkness Falls uit, deze stond ook op de soundtrack van de horrorfilm Freddy vs. Jason. In dit jaar speelden ze ook op Ozzfest, waarna de drummer Tom Gomes de band verliet. Hij werd vervangen door Justin Foley, tevens uit de band Blood Has Been Shed en uit de jazzmetalband Red Tide. Justins eerste tournee met de band heette MTV2 Headbangers' Ball.
Het derde album van de band, waarop voor het eerst de zang van Howard Jones te horen is, was The End of Heartache, uitgebracht op 11 mei 2004. Er werden meer dan een kwart miljoen exemplaren van verkocht in de VS.
Op het einde van 2004 stond Killswitch Engage in het voorprogramma van Slayer en waren ze het hoofdprogramma van shows met From Autumn to Ashes, 18 Visions en 36 Crazyfists. Ook werd de single The End Of Heartache de hoofd-single van de film Resident Evil: Apocalypse en in december 2004 was dit nummer genomineerd voor de categorie "Best Metal Performance" voor een Grammy-award. Tevens werd eind dit jaar The End Of Heartache opnieuw uitgebracht als een speciale editie, met een tweede cd met liveopnames van de nummers Fixation on the Darkness, Life To Lifeless, My Last Serenade en twee bonustracks: Irreversal (met Jesse Leach als zanger in het refrein) en My Life For Yours (de Japanse bonustrack van de originele uitgave).
In de zomer van 2005 stond de band weer op Ozzfest.
Op 1 november 2005 werd Alive or Just Breathing opnieuw uitgebracht als onderdeel van het 25-jarige bestaan van Roadrunner Records. Het werd uitgebracht met videos van My Last Serenade en Fixation on the Darkness, samen met wat extra nummers zoals de versie van Howard Jones van Fixation on the Darkness.
Op 22 november 2005 bracht de band een live-dvd uit met de titel (Set This) World Ablaze, hierop staan beelden van een optreden op het Palladium in Worcester, MA (25 juli 2005). Naast deze live-video staat er ook een uur durende documentaire op over de band en hun video's.
Op 4 januari 2012 werd bekendgemaakt dat zanger Howard Jones de band had verlaten. Daarmee was de oorspronkelijke zanger (Jesse Leach) weer toegetreden tot de band.
Op 1 juli 2018 staat Killswitch Engage in het voorprogramma van Iron Maiden. In het Gelredome in Arnhem.

## Bezetting

### Huidige bandleden
- Adam Dutkiewicz - gitaar
- Joël Stroetzel - gitaar
- Mike D'Antonio - basgitaar
- Justin Foley - drums
- Jesse Leach - zang

### Voormalige bandleden
- Howard Jones - zang
- Tom Gomes - drums

## Discografie

### Albums
- 2000: Killswitch Engage
- 2002: Alive or Just Breathing
- 2004: The End of Heartache
- 2006: As Daylight Dies
- 2009: Killswitch Engage (2)
- 2013: Disarm the Descent
- 2016: Incarnate
- 2019: Atonement

### Dvd
- 2005: (Set This) World Ablaze